# Благовіщенська церква (Чернігів)
Благовіщенська церква — церква, збудована у 1186 році на замовлення великого князя Святослава Всеволодовича на території Чернігівського дитинця. Була зруйнована у XV—XVI ст. Була найбільшою спорудою княжого Чернігова. Цей храм є останнім збудованим у Чернігові за часів Київської Русі перед монголо-татарською навалою.

## Історія
Про заснування церкви в Чернігові свідчить запис у літописі:
|  | ... року 1186 (6694) місяця березня Святослав Всеволодович святив церкву в Чернігові, яку сам створив" |

Приблизно у XV—XVI ст. ця церква зруйнувалася і її стіни були розібрані на п'ять-шість цеглин вище підлоги храму, що відповідає рівню поверхні землі у XVII ст. Це було зроблено, мабуть, з метою побудувати на цьому місці новий храм. У 1676 р. було збудовано дерев'яну Благовіщенську церкву, зображення якої є на «Абрисі Чернігівському». При її побудові було використано фундаменти старої, в яких вирубали гнізда для спирання дерев'яних стояків давньої. Це було зроблене у традиціях будівництва давньоруських храмів: якщо руйнується якась церква, то нову будували на тому ж місці, зберігаючи її назву. Існують також свідчення, що дерев'яна п'ятиверха Благовіщенська церква з бічним вівтарем Воскресіння Господнього розібрана в 1772 р. «для краси площі».

## Архітектура
Була великим шестистовпним тринавним храмом із галереями, розміщеними з трьох боків. Ширина будівлі становить близько 26 м, а при довжині з абсидами 34 м. У західній частині церкви був розташований просторий нартекс, що переходив на півдні і півночі в галереї-усипальниці, відділені від головної частини храму стінами з широкими прорізами. Західний фасад був розчленований на п'ять частин пілястрами з півколонами. Для мурування храму використовувалась фігурна цегла двох кольорів: червоного та світло-жовтого. Мурування велося на вапняному розчині з домішкою цем'янки. Рівень підлоги храму був на півтора метра вищий від рівня ґрунту. Підлога була зроблена з полив'яних плиток жовтого, зеленого і вишневого кольорів, але в центральній наві та трансепті підлога була викладена з пластин склоподібної смальти різних кольорів. У підкупольному перехресті на підлозі виявлена мозаїка із зображенням павича. В оздобленні Благовіщенської церкви (чи собору) були використані деталі з білого мармуру і шиферу, а також фрески і, можливо, мозаїки.

## Археологічні дослідження
У 1876 р., коли зсунулася частина високого берега річки Стрижня, на поверхні виявилися рештки старовинного мурування Благовщенської церкви, розкопки яких проводили в 1878 i 1909 pp. Уже після війни, в 1946—1947 pp., археолог Б. О. Рибаков провів ґрунтовні дослідження залишків храму. За результатами цих розкопок i попередніх досліджень він зробив спробу відтворити план стародавньої будівлі. На жаль, східна частина фундаменту до нашого часу не дійшла — вони зсунулись в річку, тому відтворення плану вівтарної частини храму має умовний характер. План зроблений на основі аналізу пропорцій елементів споруд у давньоруському будівництві, закономірності яких намагався знайти архітектор К. Афанасьєв.